# Baratol
Il baratol è un esplosivo costituito da una miscela di TNT e nitrato di bario con una quantità corrispondente a circa l'1% di paraffina, la quale ha la funzione di stabilizzante . Il TNT rappresenta tipicamente dal 25% al 33% della miscela.
Il baratol, che ha una velocità di detonazione di soli 4.900 metri al secondo, è stato usato come esplosivo a lenta detonazione nelle lenti esplosive di alcune delle prime bombe atomiche, insieme alla Composition B spesso usata come componente di detonazione rapida. Le bombe atomiche fatte esplodere a Trinity nel 1945, il Soviet Joe 1 nel 1949 e in India nel 1972 usarono tutte Baratol e Composition B.